# Кромуел (пиеса)
„Кромуел“ (на френски: Cromwell) е пиеса на френския писател Виктор Юго от 1827 година.
Тя е посветена на английския политически водач от XVII век Оливър Кромуел. С огромния си обем от 6920 стиха и многобройните персонажи и сцени пиесата никога не е поставяна изцяло, а първата ѝ постановка в съкратен вид е от 1956 година. В същото време нейното издание, най-вече със своя предговор, се превръща в своеобразен манифест и един от основополагащите текстове на френския Романтизъм.